# Болебюгд (община)
Община Болебюгд (на шведски: Bollebygds kommun) е разположена в лен Вестра Йоталанд, югозападна Швеция с обща площ 284 km2 и население 8562 души (към 31 декември 2013). Административен център на община Болебюгд е едноименния град Болебюгд.